# Lažnivec (karte)
Lažnivec je igra s kartami za najmanj 2 igralca. Najprej si igralci enako razdelijo karte. Prvi igralec najprej pove barvo svoje karte, ki jo je položil. Naslednji igralec položi svojo karto na prejšnjo, ta je lahko poljubne barve. Naslednji igralec lahko ob sumu, da ta ni predložil prave karte, predhodnika označi za lažnivca. Če se sum izkaže za pravilnega mora prejšnji igralec pobrati vse karte, s kupa; nasprotno mora prvi igralec pobrati vse karte s kupa.